# Microchrysa deconinckae
Microchrysa deconinckae är en tvåvingeart som beskrevs av Mason 1997. Microchrysa deconinckae ingår i släktet Microchrysa och familjen vapenflugor.
Artens utbredningsområde är Rwanda. Inga underarter finns listade i Catalogue of Life.